# Ліснянка
Ліснянка (пол. Leśnianka) — річка в Польщі, у Живецькому повіті Сілезького воєводства. Ліва притока Соли, (басейн Балтійського моря).

## Опис
Довжина річки 14,65 км, найкоротша відстань між витоком і гирлом — 13,16 км, коефіцієнт звивистості річки — 1,12. Формується притоками та безіменними струмками.

## Розташування
Бере початок на північно-східній стороні від Баранячої гори Бескиду Сілезького у межах села Остре (ґміна Ліпова). Тече переважно на північний схід через Ліпову, Лісну і у місті Живець впадає у річку Солу, праву притоку Вісли.

## Притоки
- Потік Малинівський (ліва); Твердорічка (права).

## Цікаві факти
- У пригирловій частині річки на правому березі розташований броварня «Живець»[1]. Вода з долини Ліснянки доставляється трубопроводом до заводу, де на її основі виготовляється пиво «Żywiec».
- Понад річкою пролягає туристична дорога, а у місті Живець річку перетинає швидкісна дорога S1.

## Галерея

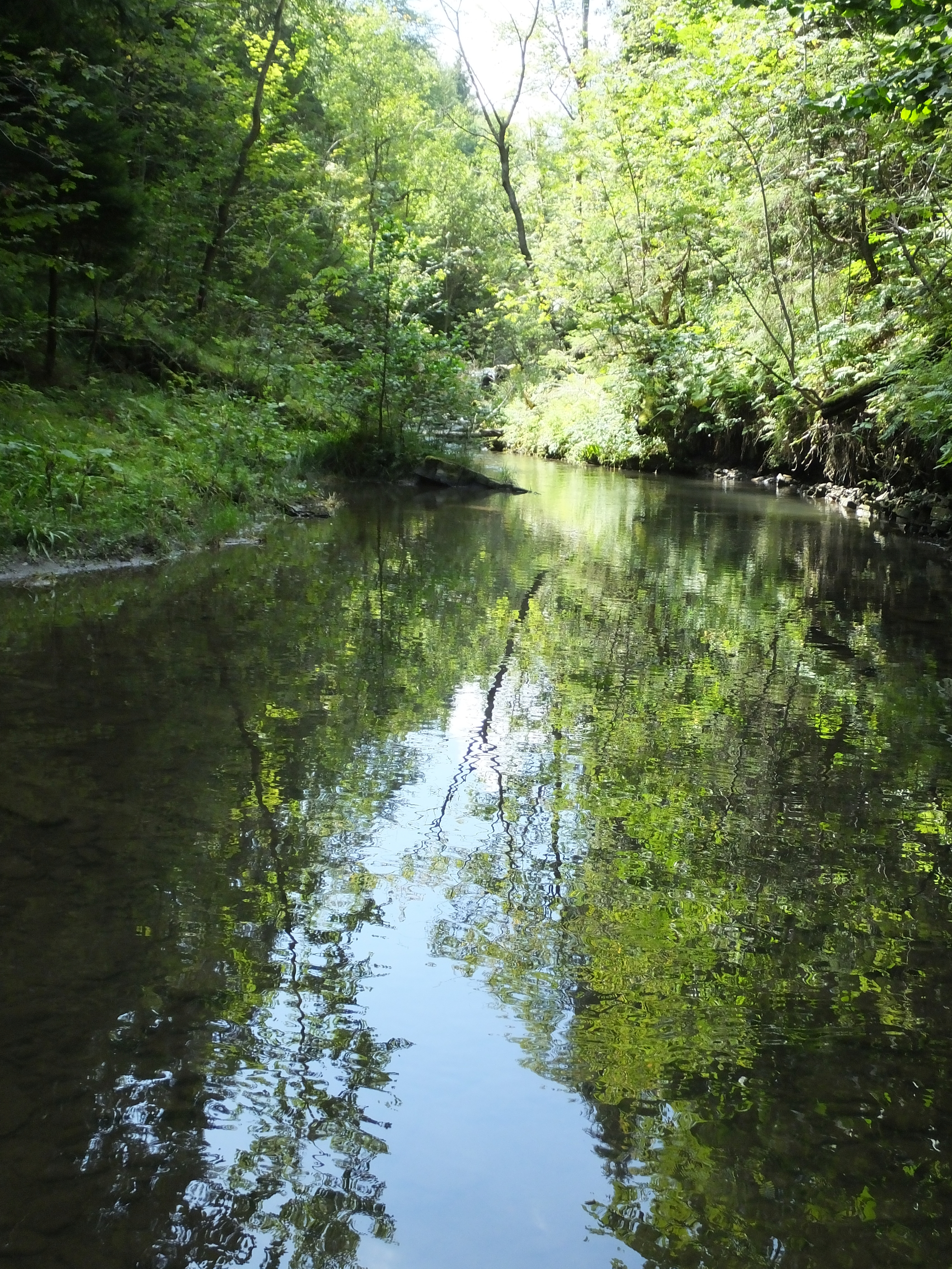
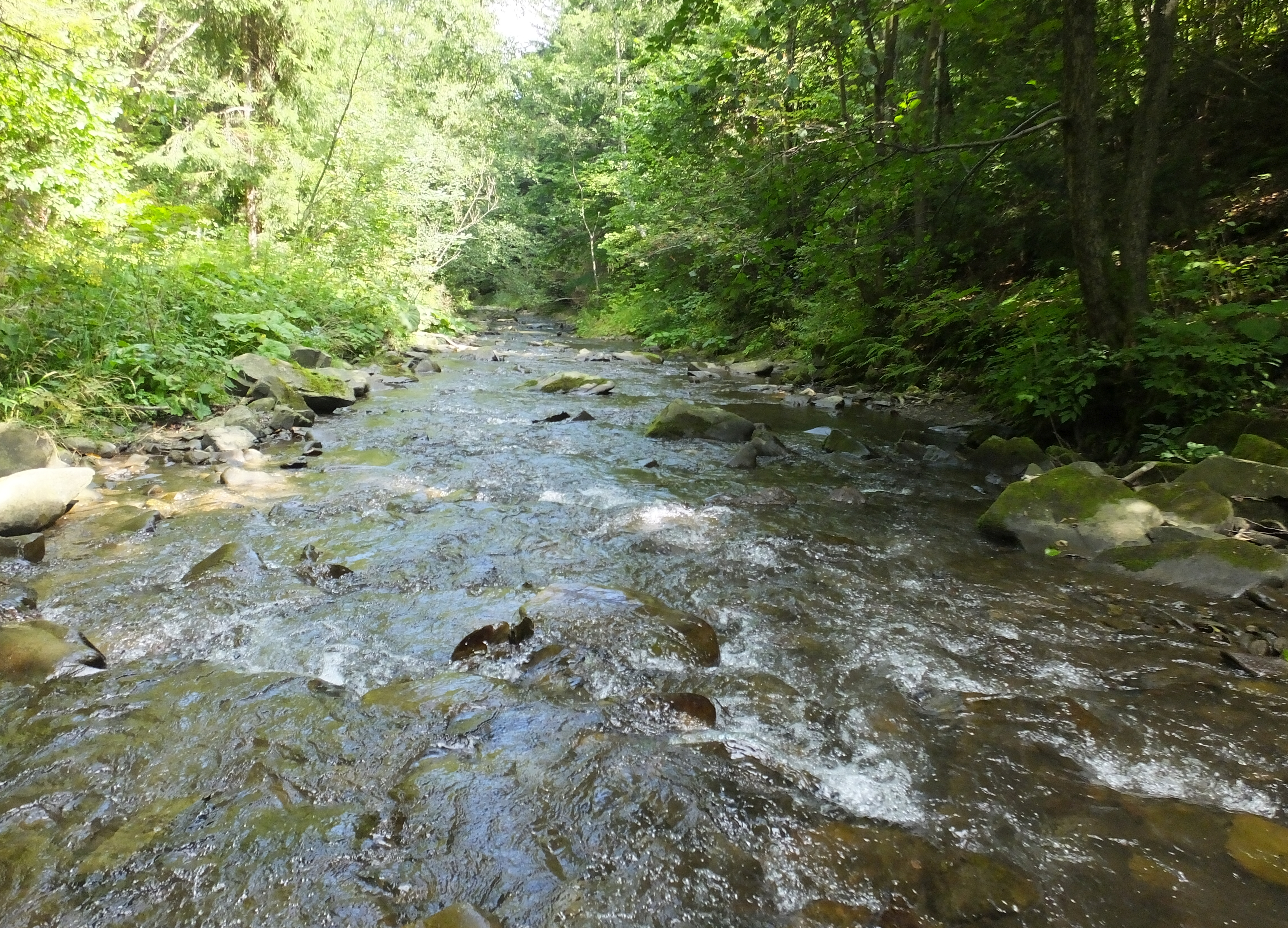
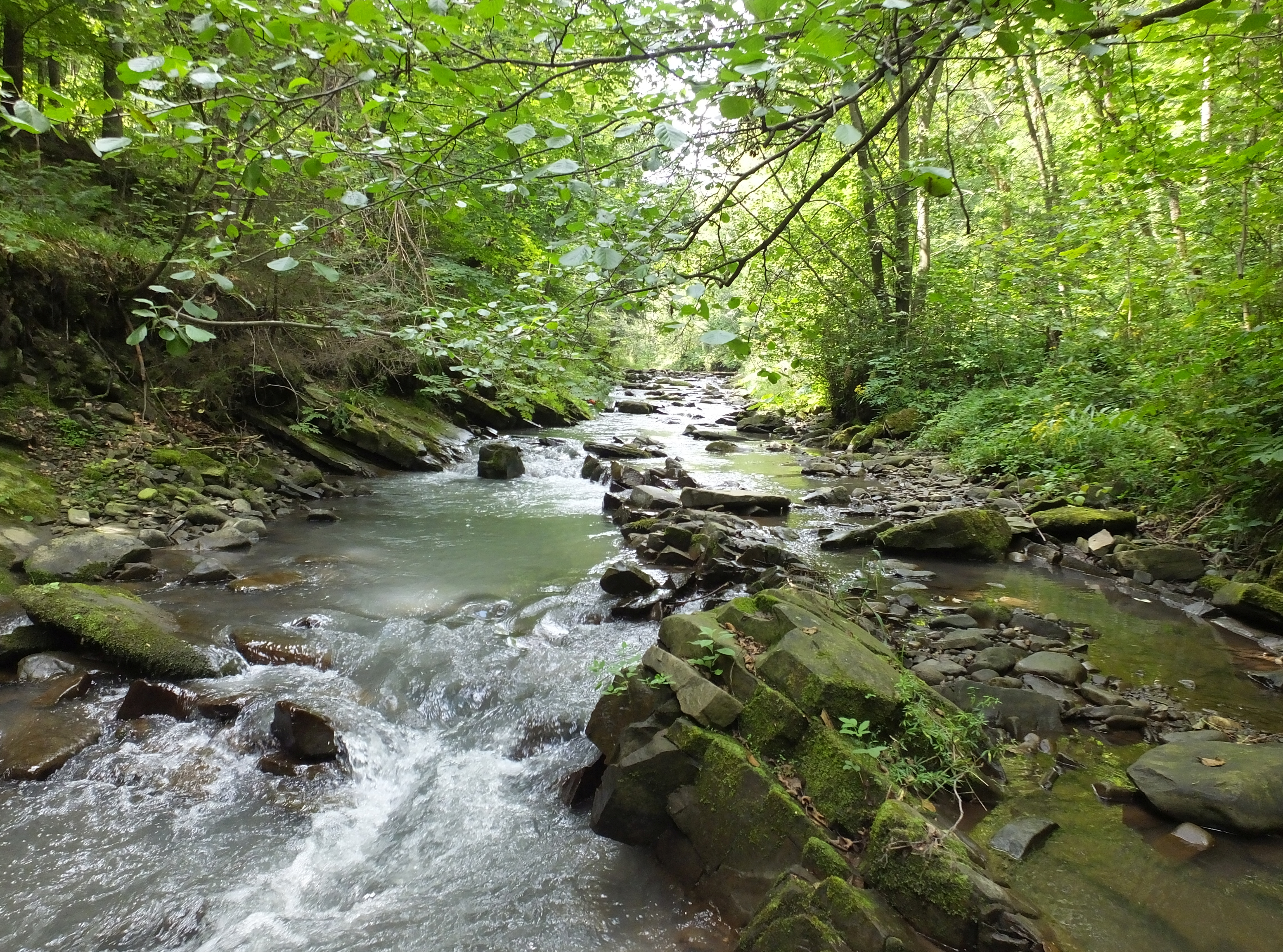